# Fabian Lenz

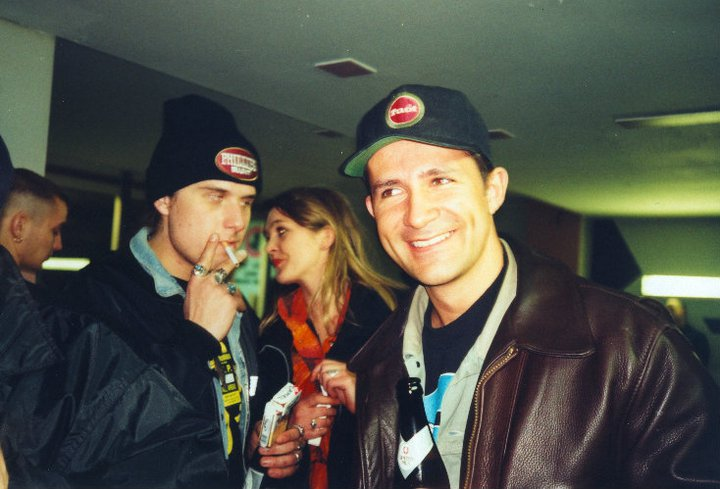
Fabian Lenz (rechts)

Fabian Lenz ist ein deutscher DJ, Techno-Musiker und Veranstalter, der auch unter seinem Künstlernamen DJ Dick bekannt war.

## Lebenslauf
Fabian Lenz wurde in Münster geboren, seine Eltern waren Künstler und Hippies, die ihre Kinder antiautoritär erzogen. Die Familie wohnte auf einem Kotten im Umland Münsters.
Sein Vater, Otto Lenz, war Professor für Kunstpädagogik an der Pädagogischen Hochschule Münster und starb in den frühen 1980er Jahren. Seine Mutter war als Kunstlehrerin tätig und malt noch heute surrealistische Werke.
Lenz hat drei Geschwister, darunter der als WestBam bekannte DJ und Musikproduzent Maximilian und Seraphina, eine bildende Künstlerin.

## Werdegang
Fabian Lenz ist seit 1984 als DJ tätig. Im folgenden Jahr gründete er mit seinem Bruder Maximilian, dem Produzenten Klaus Jankuhn, Sandra Molzahn und William Röttger das Plattenlabel Low Spirit. Eine der erfolgreichsten Künstlerinnen des neuen Labels wurde Anfang der 1990er Jahre Marusha, die zu diesem Zeitpunkt mit ihm liiert war.
Ab 1988 veröffentlichte Lenz diverse Singles und EPs auf Low Spirit, die er meist zusammen mit Klaus Jankuhn produzierte. Als Remixer lieferte er Neubearbeitungen für Raver’s Nature (Somebody Scream, 1996) und Genlog (More Music, 1998).
Lenz hatte 1991 die Idee, den damals vor dem Aus stehenden Radiosender DT64 mit einem Rave zu unterstützen und wurde damit zum Initiator der ersten Mayday in der Halle Weißensee in Berlin.
Ende der 1990er Jahre zog sich Lenz weitgehend von der Musikproduktion und der Tätigkeit als DJ zurück. Nachdem die Berliner Loveparade 2001 nicht mehr als politische Demonstration eingestuft wurde, wurde auch die Geschäftsführung der organisierenden Love Parade GmbH ausgetauscht. Lenz, der als Mann aus der Techno-Szene galt, wurde neuer Geschäftsführer der Love Parade GmbH, Ende 2004 trat er von diesem Posten zurück, da die Aufgabe ihn zermürbt habe: „Man trat auf der Stelle“.
Im Mai 2007 eröffnete er gemeinsam mit Dimitri Hegemann den Berliner Techno-Club Tresor neu.
In den Jahren 2009 und 2010 organisierte Lenz die „Berlin, Beats & Boats“ genannte Veranstaltung, bei der Technopartys auf Ausflugdampfern stattfanden.
Zusammen mit dem Fotografen Sascha Kramer betreibt Fabian Lenz in Berlin die Trust Bar.

## Diskographie
- 1988: DJ Dick – Exzess (Low Spirit Recordings)
- 1990: DJ Dick – On A Mission (Low Spirit Recordings)
- 1991: DJ Dick – Weekend (Low Spirit Recordings)
- 1992: DJ Dick – No Chill Out Necessary (Low Spirit Recordings)
- 1992: Number 5 (mit Klaus Jankuhn) – Alright Alright (Low Spirit Recordings)
- 1993: DJ Dick – Lost On Mayday (Low Spirit Recordings)
- 1993: DJ Dick – L.O.S.T. (Low Spirit Recordings)
- 1993: DJ Dick – The Iron Raver (Low Spirit Recordings)
- 1995: DJ Dick – Sono In Coma (Low Spirit Recordings)
- 1995: DJ Dick – Sono In Coma (The Remixes) (Low Spirit Recordings)
- 1996: DJ Dick – Paraguys (Low Spirit Recordings)
- 1996: Number 5 (mit Klaus Jankuhn) – Untitled (Low Spirit UK Ltd)
- 1999: Worst Case Scenario (mit Kay Lippert) – Let Me See You M.Y.B. (Electric Kingdom)
- 2000: Dicktator (mit Maximilian Lenz, Klaus Jankuhn) – Weekend (Electric Kingdom)